# 冯北达
冯北达（1914年8月—2006年3月11日），江西省永新县人。中华人民共和国政治人物。

## 生平
1933年，参加中国工农红军，同年12月加入中国共产党，随红一方面军主力长征后，继续留在南方坚持游击，组建莲花游击队。抗日战争期间，担任新四军军法处一科科员、典狱长，新四军直属队特派员，军部特务团特派员。1941年皖南事变突围后，任新四军锄奸部一科科长，新四军政治部保卫部训练班政治指导员、保卫部科长。第二次国共内战期间，任华东野战军政治部保卫部科长，第二纵队政治部保卫部部长。
中华人民共和国成立后，任山东军区政治部保卫部部长，华东财办党委保卫部长，中共中央华东局纪律检查处处长。1944起，任中共上海市委直属机关党委副书记兼监委书记。
1955年起，任中共上海市委直属机关党委副书记兼监委书记。1972年5月，任上海自然博物馆顾问。1979年5月起，任中共上海市纪委筹备组成员。
2006年3月11日2时45分，在华东医院逝世，享年92岁。